# アゼル
株式会社アゼルは、かつて存在した日本の不動産会社および建設会社。東京都大田区に本社を置いていた。

## 概要
首都圏を中心に、マンション･戸建住宅の分譲、賃貸、仲介及び建設事業等を行っていた。建設事業では地元大田区での公共施設･ビル等に実績があり、自社ブランド以外のマンションの工事請負も積極的に手がけていた。また、日榮住宅資材（現・ナイス）と提携関係だった時期がある。
なお、アゼルは“A to Z for Excellent Life”からとったものとしている。

## 沿革
- 1946年（昭和21年）9月7日 - 東南企業株式会社設立。
- 1956年（昭和31年）11月 - 武田工務店創業。
- 1957年（昭和32年）11月13日 - 武田工務店が株式会社に改組。
- 1976年（昭和51年） - 不動産事業に進出。
- 1980年（昭和56年）3月 - 株式上場を目的として株式会社武田工務店が東南企業株式会社と合併。東南企業を存続会社とし、社名を日榮建設工業株式会社に変更。
- 1983年（昭和58年）12月 - 東証2部上場。
- 1986年（昭和61年）10月 - 東証1部に指定替え。
- 1988年（昭和63年）12月 - 大証1部に上場。
- 1997年（平成9年）10月1日 - 株式会社アゼルに社名変更。
- 2009年（平成21年）3月30日 - 破産手続開始決定。負債総額442億円[2][3]。

## 破産までの経緯
2008年3月13日、同年3月期の連結業績予想を33億円の赤字に下方修正すると発表。需給環境の悪化で分譲マンションの販売が長期化した事などが原因。期末配当を無配とするほか、希望退職の募集等を行う方針を明らかにした。
同じ年の8月20日には、同業デベロッパーのグローベルスと合併で基本合意。2009年2月1日を目途に実施する事で一度は契約を結んだものの、事業環境の変化で中止となる。一方でダイア建設と提携を結んだり、子会社や資産の売却を進めるなど、再建に向けた取り組みを続けていた。
しかし、サブプライムローン問題とそれに続くリーマン・ショックの影響による同業者の経営破綻が相次ぐ中、銀行から資金調達できなかったために資産売却先より入金がされないなど、継続企業の前提に関する重要な疑義が注記されたアゼルもまた、資金繰りの目途が立たなくなり、
2009年3月30日に自己破産を申請し、即日手続開始が決定された。

## 主な実績

### 住宅事業
Angel（エンゼル）シリーズを中心とする分譲マンションは、2万7000戸超・587棟の供給実績があった。

### 建設事業
- 池上警察署
- 大田区立池上会館
- 蒲田消防署
- JFE羽田寮

など

## 撤退した事業
- 旅行業 - ブランドネームは「ヘリオスツアー」であった[11]。
- 自動車販売事業[12]
- 鉄工事業

## かつての関連会社
- ニッケンコミュニティー（管理） - 長谷工グループに売却。その後、グループ同業の長谷工スマイルコミュニティと合併した。
- エンゼル（リゾート）
- エヌケイ商事（パチンコ）
- エンゼル沖縄
- エヌケイ不動産
- アゼル設計事務所

など